# Alonso Gutiérrez Espinosa
Alonso Gutiérrez Espinosa (1937) es un pintor y maestro de la plástica, mexicano, nacido en Mérida, Yucatán. Se formó en la escuela española de Manuel Benedito Vives y de Julio Moisés

## Datos biográficos
Estudió pintura en su tierra natal con maestros particulares, después de lo cual se trasladó en 1958 a la Ciudad de México para ingresar al taller de José Bardasano Baos y a la Academia de San Carlos. Más tarde viajó a España y trabajó en el  Círculo de Bellas Artes y en los talleres de los pintores Julio Moisés y Manuel Benedito quien ejerció gran influencia en su obra pictórica, particularmente en su retratismo. 
En 1968 se radicó en París gracias a una beca del gobierno francés y estudió en el Conservatorio de Artes y Oficios de París. Después hizo una estadía en Londres.
Entre sus realizaciones se cuenta la colección de la galería pictórica del Museo de la Canción Yucateca con los retratos de los músicos y compositores (68) que integran las salas de conmemoración del museo. También realizó un mural cerámico y efímero en el Complejo Cordemex en Mérida, Yucatán.
Ha expuesto en Madrid, en París, en México y desde luego en su tierra natal, muy particularmente en las salas temporales y permanentes del Museo de Arte Contemporáneo de Yucatán. Ha sido maestro de artes plásticas en el Instituto de Bellas Artes de Yucatán y también coordinador de su talleres de pintura. 
Fue director del Centro Cultural y Recreativo La Ibérica. Es autor de un opúsculo autobiográfico llamado Reflexiones de un dinosaurio escrito en 1983 y editado en Mérida, Yucatán,  en agosto de 2017, con prólogo de Juan Duch Gary.

## Reconocimientos
- Medalla Yucatán en 1991
- Premio de la Bienal Estatal de Yucatán de 1985.